# Pascià
Col termine pascià (probabile mutazione della parola persiana پادشاه (pādishāh) «signore», in arabo باشا (bāšā), in turco ottomano پاشا (paša), in turco moderno paşa, in francese pacha e in inglese pasha o bashaw) si indicava il titolo onorifico posposto al nome proprio attribuito ai figli maggiori del sultano, ai funzionari ottomani di grado elevato (ministri, alti gradi militari) e a quanti fra i militari erano destinati a ricoprire, nelle province ottomane, la suprema carica governatoriale, responsabili del loro operato soltanto di fronte alla "sublime porta". Al sultano spettava invece la carica di padiscià, da non confondere con quella di pascià.

## Storia
All'inizio del XIII secolo - quindi alla prima comparsa dell'Impero ottomano - con questo termine furono chiamati anche alti esponenti religiosi e persino donne di alto rango. La valenza politico-militare si affermò solo a partire dalla fine di questo secolo, attribuito a piccoli sovrani turchi e ad alti funzionari di Istanbul.
Dopo l'avvio delle cosiddette «riforme» (tanẓīmāt) del XIX secolo, il titolo di pascià fu attribuito ai funzionari dei quattro gradi principali dell'amministrazione e militare, oltre a qualche altro importante notabile civile.  I pascià erano al di sopra di Bey e Agha, ma al di sotto di Chedivè e Visir.
Con l'avvento della Repubblica di Turchia nel 1922, si applicò soltanto a generali dell'esercito. Titolo onorifico abolito in Turchia nel 1934 con la legge sul cognome, in Egitto si è conservato fino al 1953 per cariche civili e militari e ordini onorifici.